# پراگ
پراگ (به چکی: Praha) پایتخت و بزرگ‌ترین شهر کشور جمهوری چک و همچنین چهاردهمین شهر بزرگ اتحادیه اروپا است. این شهر در شمال غربی کشور چک بر روی رودخانه ولتاوا بنا شده‌است و جمعیتی نزدیک به ۱٫۳ میلیون نفر دارد که منطقه بزرگ شهری آن جمعیتی نزدیک به ۲ میلیون نفر را شامل می‌شود. پراگ دارای آب و هوای معتدل اقیانوسی بوده و از این رو دارای تابستان‌های گرم و زمستان‌های سرد است. متروی پراگ از اواسط قرن بیستم فعال شده اما بیشتر حمل و نقل عمومی مردم با استفاده از خطوط تراموا است.
این شهر زمانی پایتخت بوهم بوده، به‌خاطر موقعیت راهبردی‌اش، بسیار مهم تلقی می‌شده و در جریان دو جنگ جهانی هم بسیار نقش‌آفرین بوده‌است. خصوصیت‌های جغرافیایی و تاریخی منطقهٔ پراگ قدیم آن را به شهری گردشگرپذیر تبدیل کرده و سالیانه حدود ۶ میلیون نفر گردشگر را از سراسر دنیا پذیرا است. قلعهٔ پراگ، پل تاریخی کارل، ساعت نجومی و موزهٔ ملی، از دیدنی‌های پراگ به‌شمار می‌روند. تالار شهرداری، گالری پراگ، موزهٔ کافکا، موزهٔ کمونیسم، موزهٔ هنرهای تزئینی، باغ وحش پراگ، گورستان اولشانی و تپه و پارک پترین، از دیگر جاذبه‌های گردشگری پراگ هستند. مرکز این شهر ساختمان‌هایی با نماهایی هنری با شیروانی‌های آجری‌رنگ و کوچه‌های سنگفرش با تعداد کثیری مغازهٔ سوغاتی‌فروشی و کافه دارد.
پراگ در کنار رودخانه ولتاوا، در مرکز حوضه آبریز بوهمی و حدوداً در همان عرض جغرافیایی فرانکفورت، پاریس و ونکوور واقع شده‌است.
بر پایه سرشماری سال ۲۰۱۱ در حدود ۱۴ درصد از ساکنان شهر خارجی بودند که این بالاترین میزان در میان شهرهای جمهوری چک بود.

## تاریخچه
نام پراگ از یک واژه اسلاوی گرفته شده که به معنی گُدار یا محل کم‌عمق برای گذر از رودخانه است. این نام به خاستگاه این شهر به عنوان گذرگاه رودخانه ولتاوا اشاره دارد. ریشه نام منطقه پراگا در شهر ورشو لهستان نیز از همین واژه است.
نخستین ساکنان دره ولتاوا قبایل سلتی بودند که در حدود ۵۰۰ پیش از میلاد در این محل سکنی گزیدند. قوم ژرمنی مارکومان کمی پیش از میلاد مسیح این دره را از آن خود کرد و سپس در سدهٔ ششم میلادی این دره به دست اسلاوها افتاد.
از حدود ۹۰۰ تا ۱۳۰۶، فرمانروایان دودمان پرژمیسل بیشتر بوهم را تحت کنترل خود داشتند. اولین فرمانروای بوهم که مورخان به آن اشاره کرده‌اند، شاهزاده بورژیووی یکم بود که در نیمه دوم قرن نهم حکومت کرد. لودمیلا همسر او پس از درگذشت قدیس حامی بوهم شد. هر دوی آنها توسط متودی تعمید شدند. بورژیووی مقر خود را به پراگ منتقل کرد و قلعه پراگ، یکی از بزرگترین قلعه‌های جهان توسط او در حدود ۸۸۰ ساخته شد. از آن زمان تاکنون، این منطقه مقر فرمانروایان بوهم بوده‌است و امروزه نیز محل استقرار رئیس‌جمهور چک است. دودمان پرژمیسل از قرن ۹ تا ۱۳۰۶ در پادشاهی بوهم حکومت می‌کردند. واتسلاو یکم، نوهٔ بورژیووی یکم، در سال ۹۲۱ ساختن کلیسای جورج مقدس رادر نزدیکی قلعه آغاز کرد که معماری رومانسک محسوب می‌شود و قدیمی‌ترین کلیسای پراگ است.

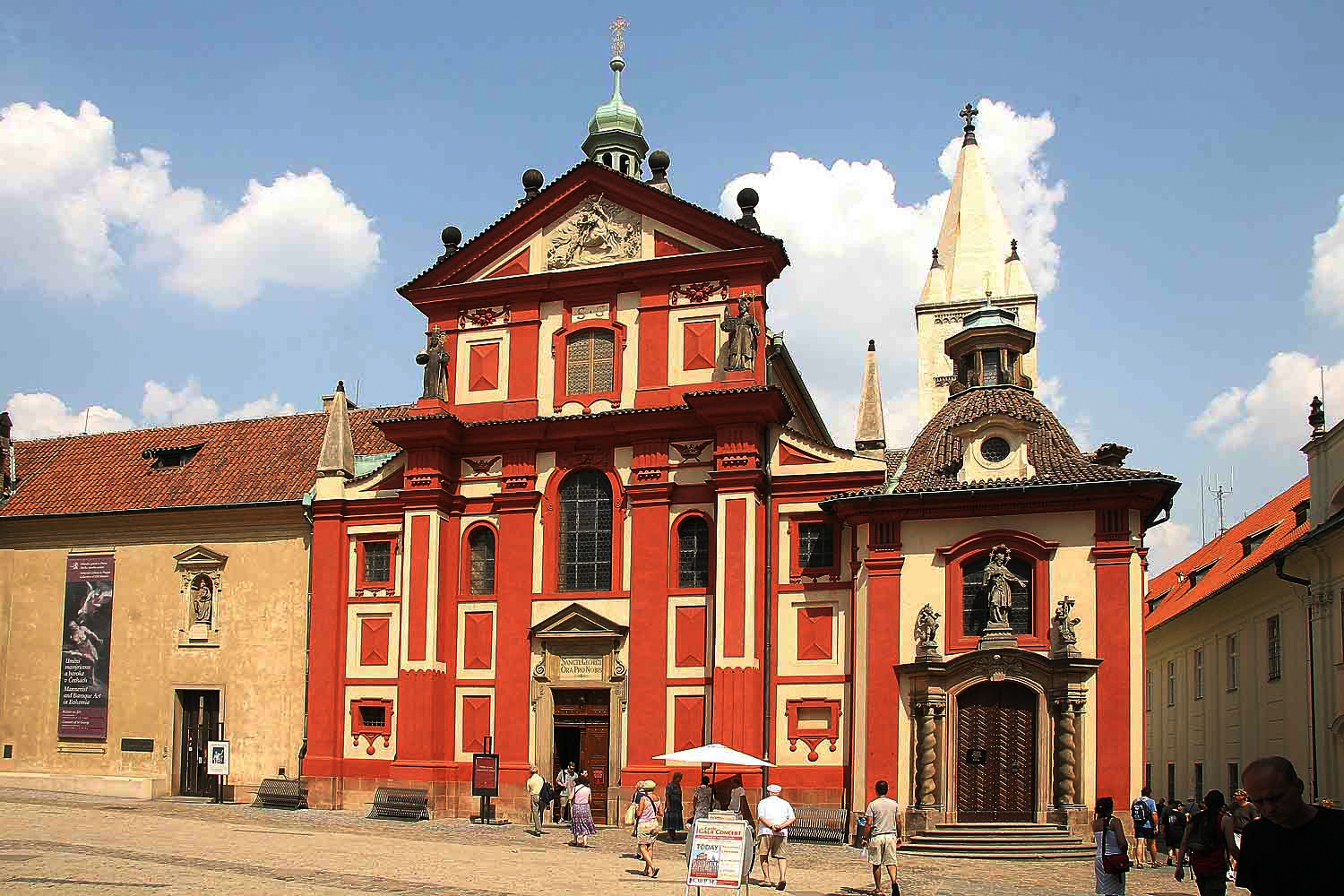
کلیسای جورج مقدس

در سال ۹۲۹ واتسلاو یکم برای عبادت خود در کنار قلعه دومین کلیسا را نیز به سبک رومانسک به نام کلیسای ویتوس مقدس ساخت ولی در ۱۰۶۰ معماری این کلیسا به بازیلیکا تغییر یافت.
پس از کشته شدن واتسلاو سوم، آخرین پادشاه بوهم از خاندان پرژیمیسل بود دودمان لوکزامبورگ تاج پادشاهی بوهم را به دست آوردند.
یان لوکزامبورگ (۱۳۴۶–۱۲۹۶) در سال ۱۳۴۴ بازیلیکای ویتوس مقدس را خراب کرد و در آن مکان سنگ بنای ساخت کلیسایی به سبک گوتیک را نهاد. به دلیل جنگ‌های زیاد ساختن این کلیسا به وسیله حکومت چکوسلواکی در سال ۱۹۲۹ به اتمام رسید. کلیسای ویتوس مقدس کنونی مشهورترین ساختمان مذهبی جمهوری چک است.

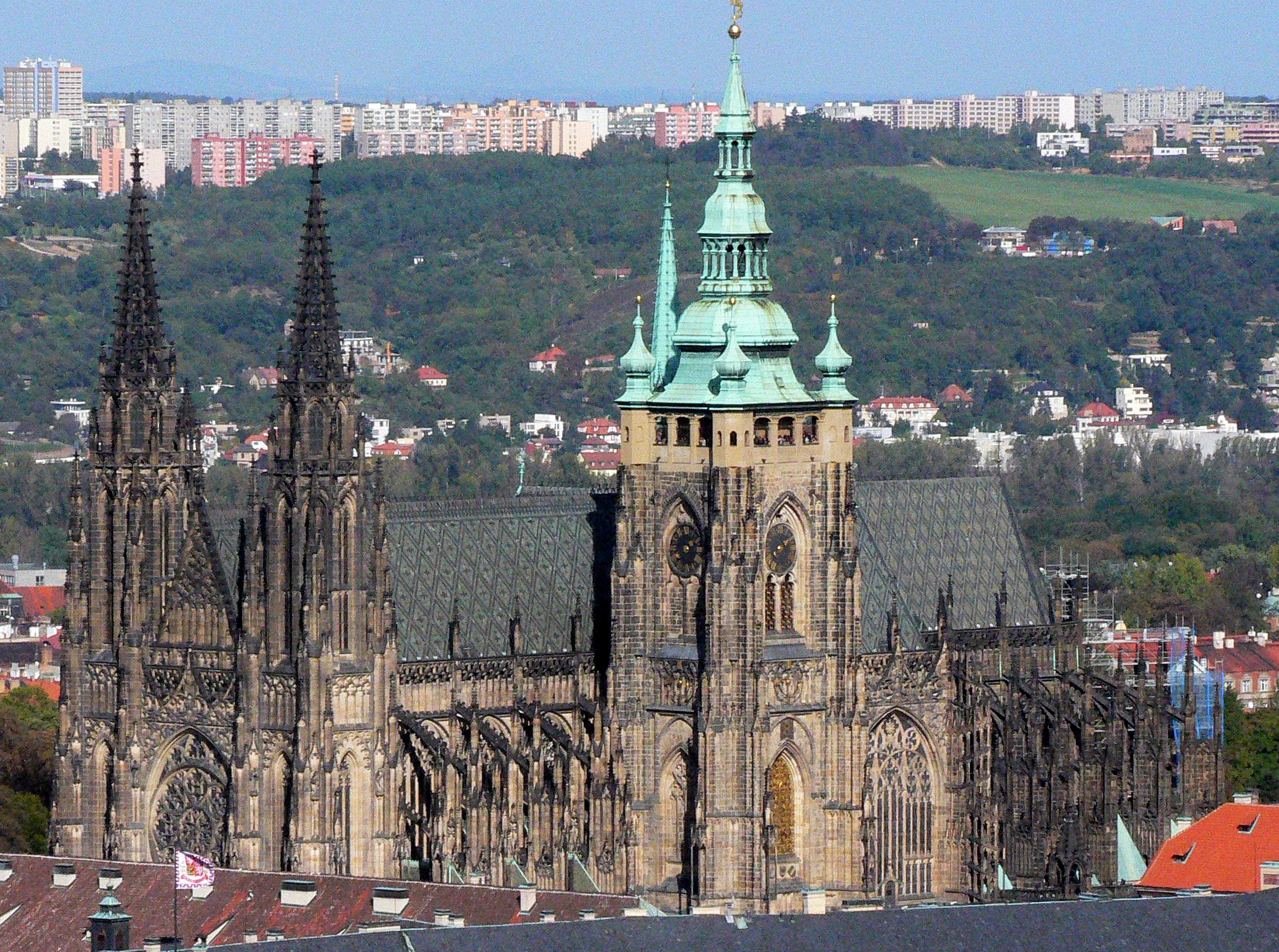
کاتدرال ویت مقدس در پراگ

در این کلیسای جامع نمازخانهٔ واتسلاو یکم که در آن اتاق خاصی تعبیه شده، قرار دارد؛ از این اتاق ویژه برای مخفی کردن تاج پادشاهی بوهم استفاده می‌شود. بر طبق افسانه‌ها اگر کسی لایق پادشاهی نباشد و این تاج را بر سرش بگذارد، قبل از این که سال تمام شود، خواهد مرد.
در دوره جنگ صد ساله شاه یان، پادشاه بوهم در فرانسه به وسیله سربازان انگلیسی کشته شد و پسر وی کارل، شاه بوهم شد.

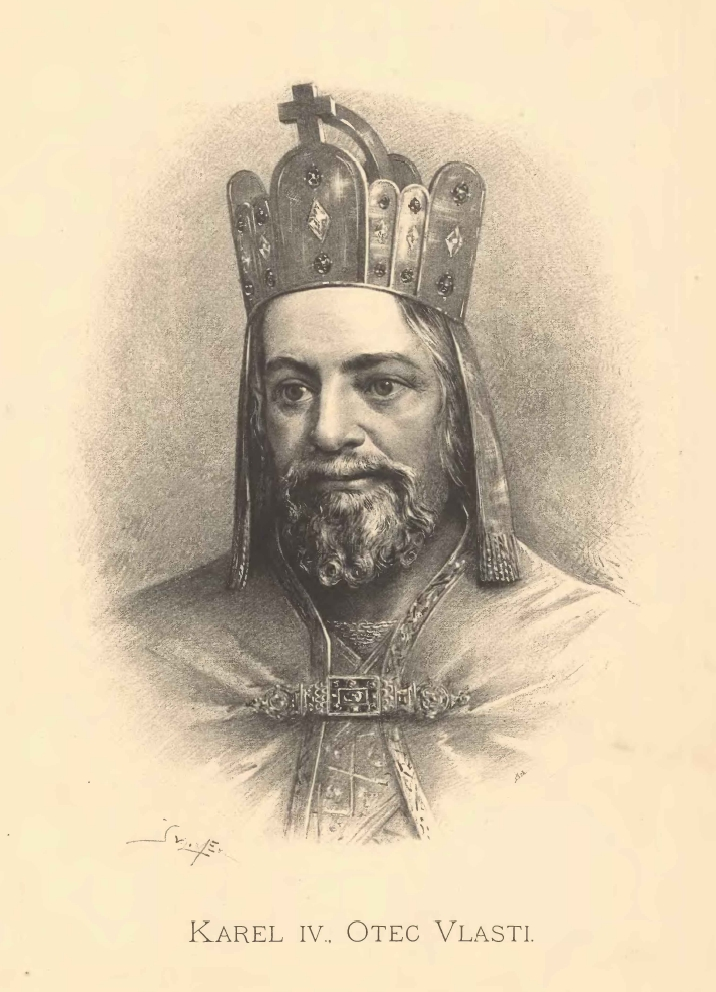
شاه کارل چهارم

شاه کارل چهارم (۱۳۷۸–۱۳۱۶) مشهورترین شاه بوهم است که شهر پراگ را توسعه داد و نخستین دانشگاه را تأسیس کرد. دانشگاه کارل در سال ۱۳۴۸ تأسیس شد و از لحاظ قدمت رتبه دوم را در دانشگاه‌های اروپایی دارد.
پل کارل مشهورترین پل پراگ است که در سال ۱۳۵۷ ساخته و در قرن ۱۹ به وسیله مجسمه‌های سنگی تزئین شد.
کارل چهارم دو پسر داشت. نخستین پسر واتسلاو چهارم بود که پس از در گذشتن کارل چهارم، پادشاه شد و سیگیسموند پسر دوم بود که شاه اوهری شد. واتسلاو چهارم (۱۴۱۹–۱۳۶۱) به جای حکومت کردن تنها به شکار و زنان علاقه داشت. در آن زمان کشیش یان هوس (۱۴۱۵–۱۳۷۱) به وسیله خطبه خود از روحانیت کاتولیک انتقاد کرد. در سال ۱۴۱۵ روحانیت کاتولیک یان هوس را به شهادت رساند ولی مردم چک علیه شاه و روحانیت کاتولیک بسیج شدند و ارتش صلیبی که به وسیله پاپ و سیگیسموند به بوهم فرستاده شده بود را شکست دادند. در سال ۱۴۲۰ یرژی پودیبراد شاه چک شد. وی آخرین شاه چکی بود. در سال ۱۴۷۱ ولادیسلاف یاگیلونسکی (۱۴۵۶–۱۵۱۶) که شاهزاده لهستانی بود تاج شاهی چک را بر سر نهاد.
شاه ولادیسلاف یاگیلونسکی در قلعه پراگ بزرگ‌ترین سالن به سبک گوتیک را ساخت. در حال حاضر از این سالن برای جشن انتخابات رئیس‌جمهوری چک استفاده می‌شود.

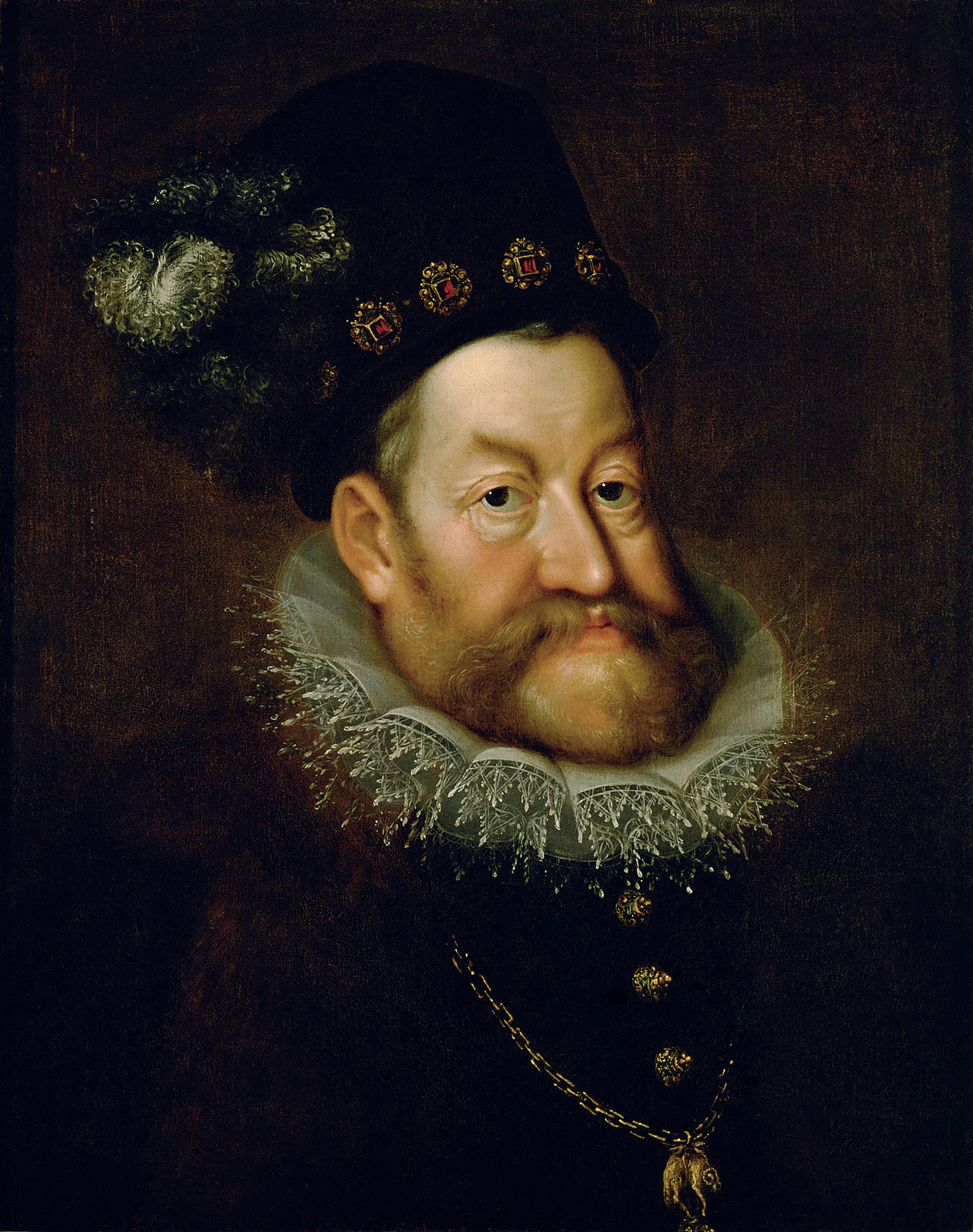
امپراتور رودولف دوم

از نظر تاریخی آخرین امپراتوری که تأثیر زیادی بر شهر پراگ گذاشت، رودولف دوم (۱۶۱۲–۱۵۵۲) بود. امپراتور رودولف دوم از دودمان هابسبورگ بود که پراگ را خیلی دوست داشت و پراگ را مرکز امپراتوری هابسبورگ قرار داد.
رودولف دوم به دانش، هنر و علوم طبیعی علاقه داشت و به این دلیل ستاره‌شناسان و شیمیدان‌ها را به پراگ دعوت کرد. رودولف دوم به جمع‌آوری نقاشی‌ها و مجسمه‌های هنرمندهای مشهور نیز علاقه داشت. در آن زمان مجموعه رودولف دوم بزرگ‌ترین مجموعه در اروپا بود.
در سال ۱۶۱۸ دو نفر از اعضای کاتولیک‌مذهب دودمان هابسبورگ را از پنجره پایین انداختند و جنگ سی‌ساله شروع شد. این جنگ مهیب‌ترین جنگ اروپا بود. در سال ۱۶۴۸ ارتش سوئد پراگ را اشغال کرد و مجموعه رودولف دوم را به غارت بردند.
در سال ۱۶۸۹ شهر پراگ در یک آتش‌سوزی نابود شد و مردم دوباره آن را به سبک باروک که نماد کلیسای کاتولیک روم بود، بازسازی کردند. در آن زمان این منطقه چهار قسمت داشت که امروز به نام‌های شهر قدیم، شهر جدید، سَمت کوچک و منطقهٔ قلعه شناخته می‌شوند. این چهار بخش در سال ۱۷۸۴ یکی شدند و شهر پراگ را به وجود آوردند.

## مترو
متروی پراگ در سال ۱۹۷۴ تأسیس شده و هم‌اکنون دارای ۳ خط و ۶۱ ایستگاه می‌باشد.

## اقتصاد
اقتصاد امروزی پراگ عمدتاً صادرات‌محور و مربوط به بخش خدمات است. در بررسی‌های سال ۲۰۱۰ پراگ به عنوان بهترین شهر در مرکز و شرق اروپا برای کسب و کار اعلام شد.
تقریباً یک‌پنجم از تمام نیروی کار جمهوری چک در پراگ به فعالیت مشغولند. میانگین دستمزد در این شهر در حدود ۲۵ درصد بالاتر از بقیه کشور است. حدود ۲۵ درصد از تولید ناخالص داخلی جمهوری چک از پراگ است.
تقریباً نیمی از درآمدی که جمهوری چک از محل گردشگری دارد از شهر پراگ به دست می‌آید. در این شهر در حدود ۷۳ هزار تخت‌خواب برای اقامت گردشگران وجود دارد که بیشتر آن‌ها پس از سال ۱۹۹۰ تهیه شده‌اند. ۵۱ هزار از این تعداد محل خواب در هتل‌ها و متل‌ها قرار دارند.
از اواخر دهه ۱۹۹۰ تا اواخر دهه ۲۰۰۰ پراگ محل محبوبی برای تولید فیلم‌های هالیوودی و بالیوودی بود. ترکیبی از معماری شهر هزینه‌های کم و وجود زیرساخت‌های لازم برای تهیه فیلم، فیلمسازان را به این شهر جذب کرده‌است.

## علوم و پژوهش
منطقه پراگ از مراکز مهم پژوهشی است به‌طوری‌که ۳۹ نهاد علمی از ۵۴ نهاد زیرمجموعه فرهنگستان علوم چک در این شهر قرار دارند. از بین بزرگ‌ترین این نهادها می‌توان به مؤسسه فیزیک، مؤسسه میکروبیولوژی، و مؤسسه شیمی آلی و زیست‌شیمی اشاره کرد. در پراگ همچنین ۱۰ پژوهشگاه عمومی، ۴ مرکز رشد کسب و کار و چندین بیمارستان بزرگ تحقیقاتی فعال هستند. از میان آن‌ها می‌توان به بیمارستان دانشگاهی موتول اشاره کرد.
در سال ۲۰۰۸ از میان ۳۰ هزار پژوهشگر علمی اهل چک ۱۳ هزار نفر از آن‌ها در پراگ بودند. در آن سال، محققان ساکن این شهر ۳ درصد از جمعیت فعال اقتصادی پراگ را تشکیل می‌دادند. چند شرکت بزرگ چندملیتی معروف نیز در پراگ تأسیسات توسعه و تحقیقات برپا نموده‌اند نظیر زیمنس، هانی‌ول و سان مایکروسیستمز.

## نگارخانه

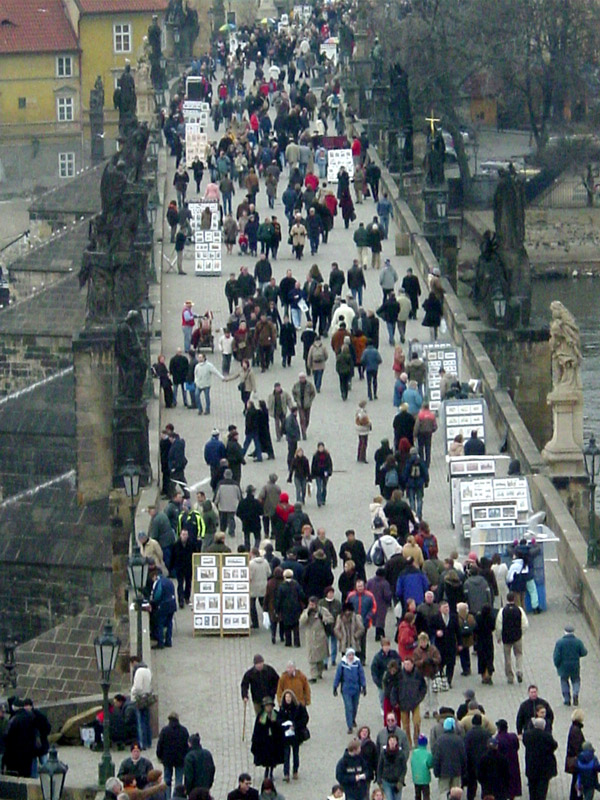
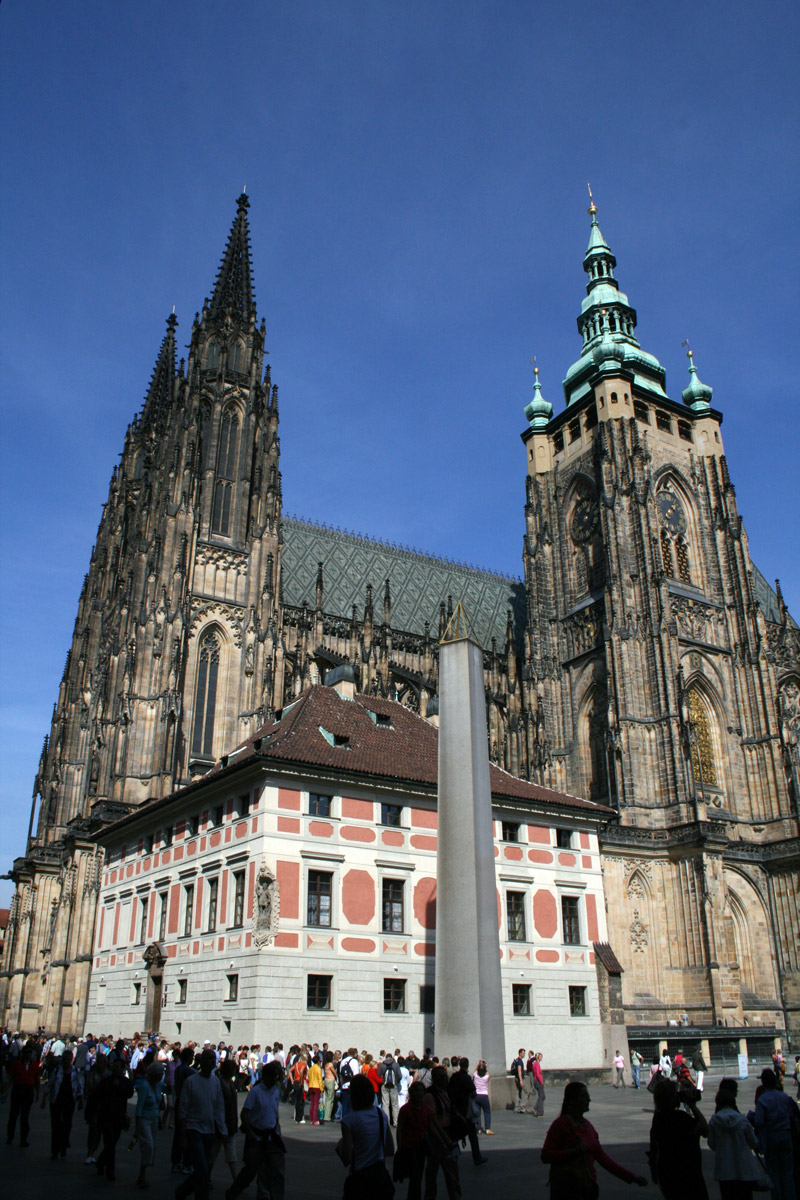
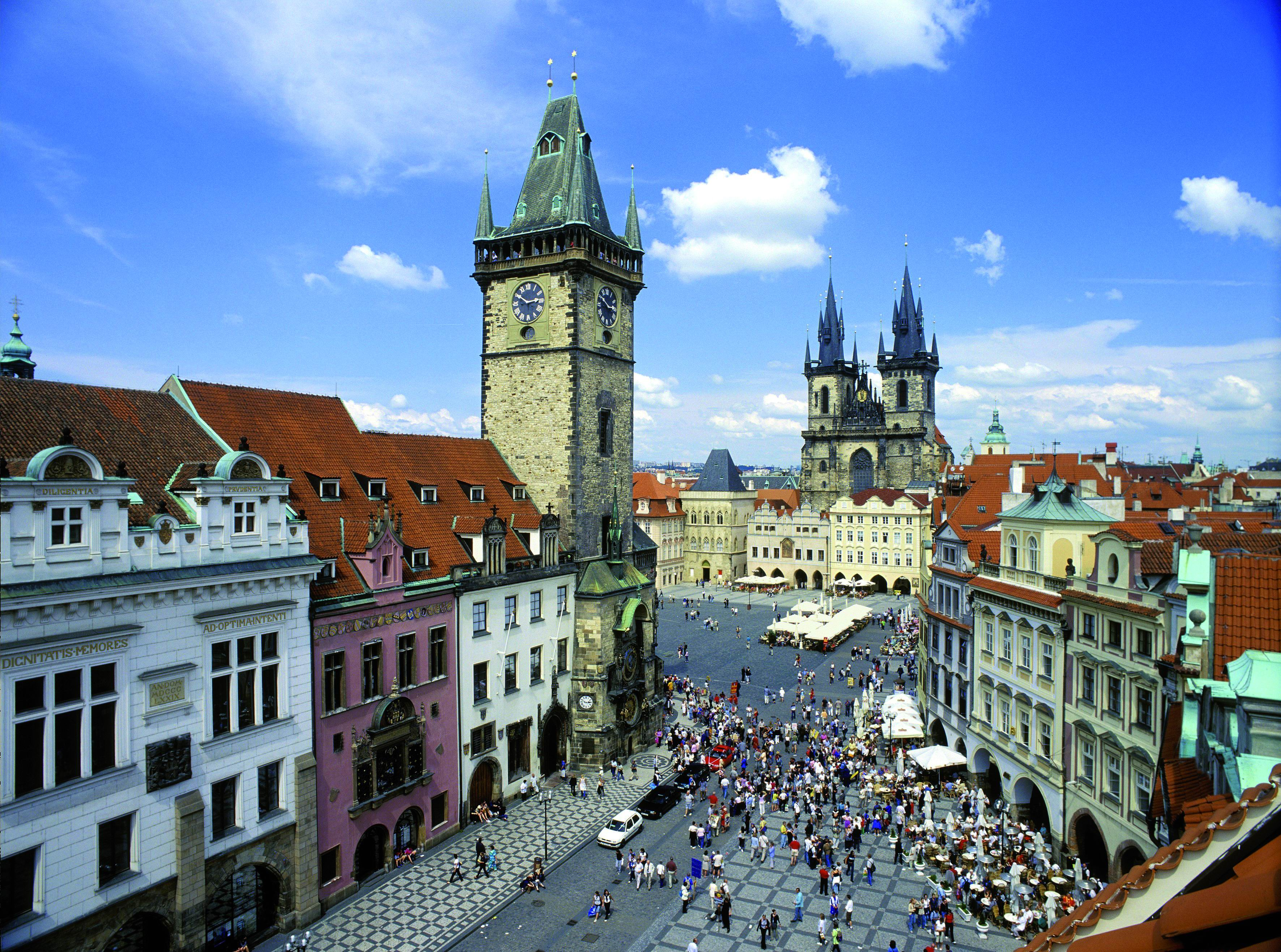
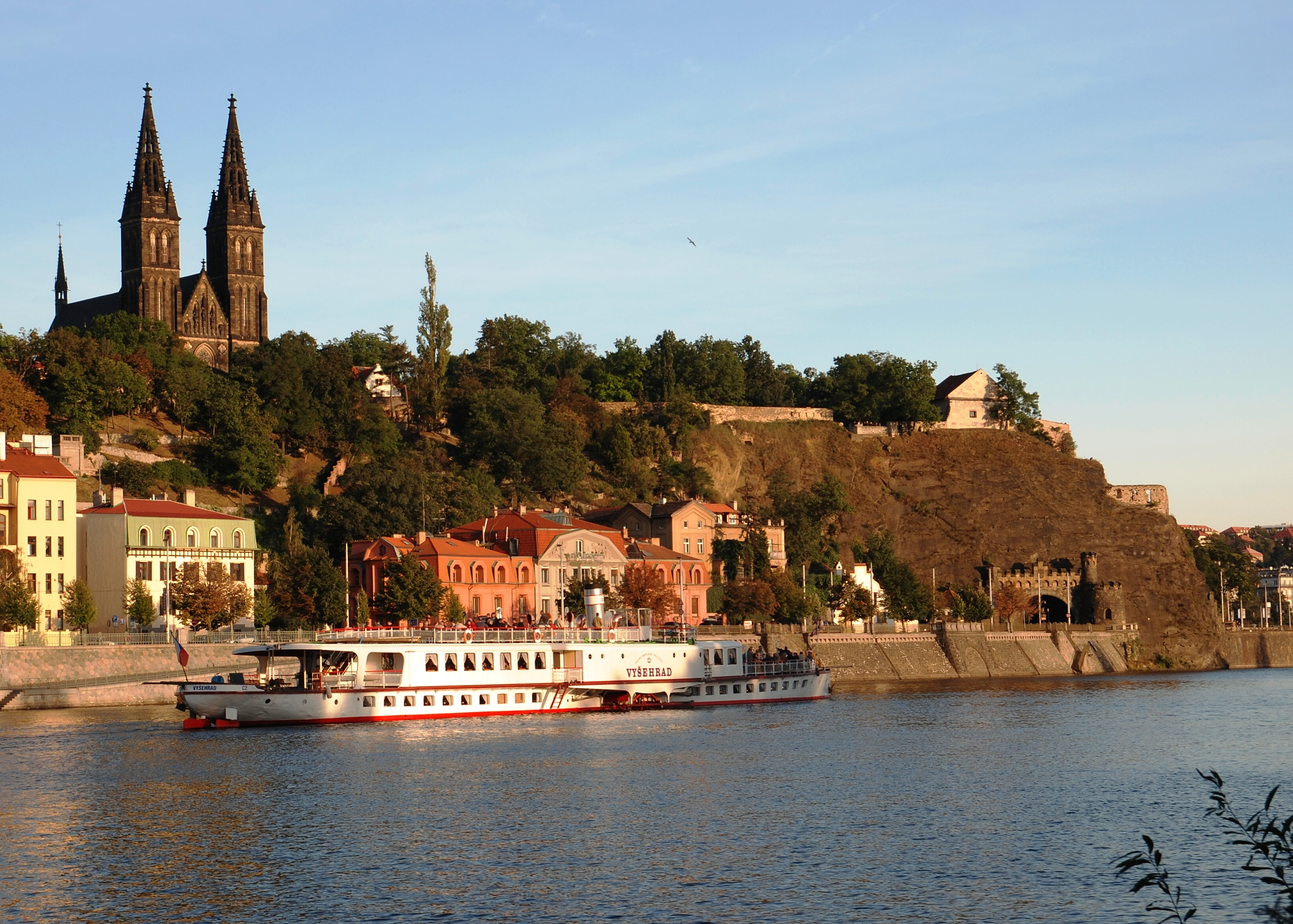
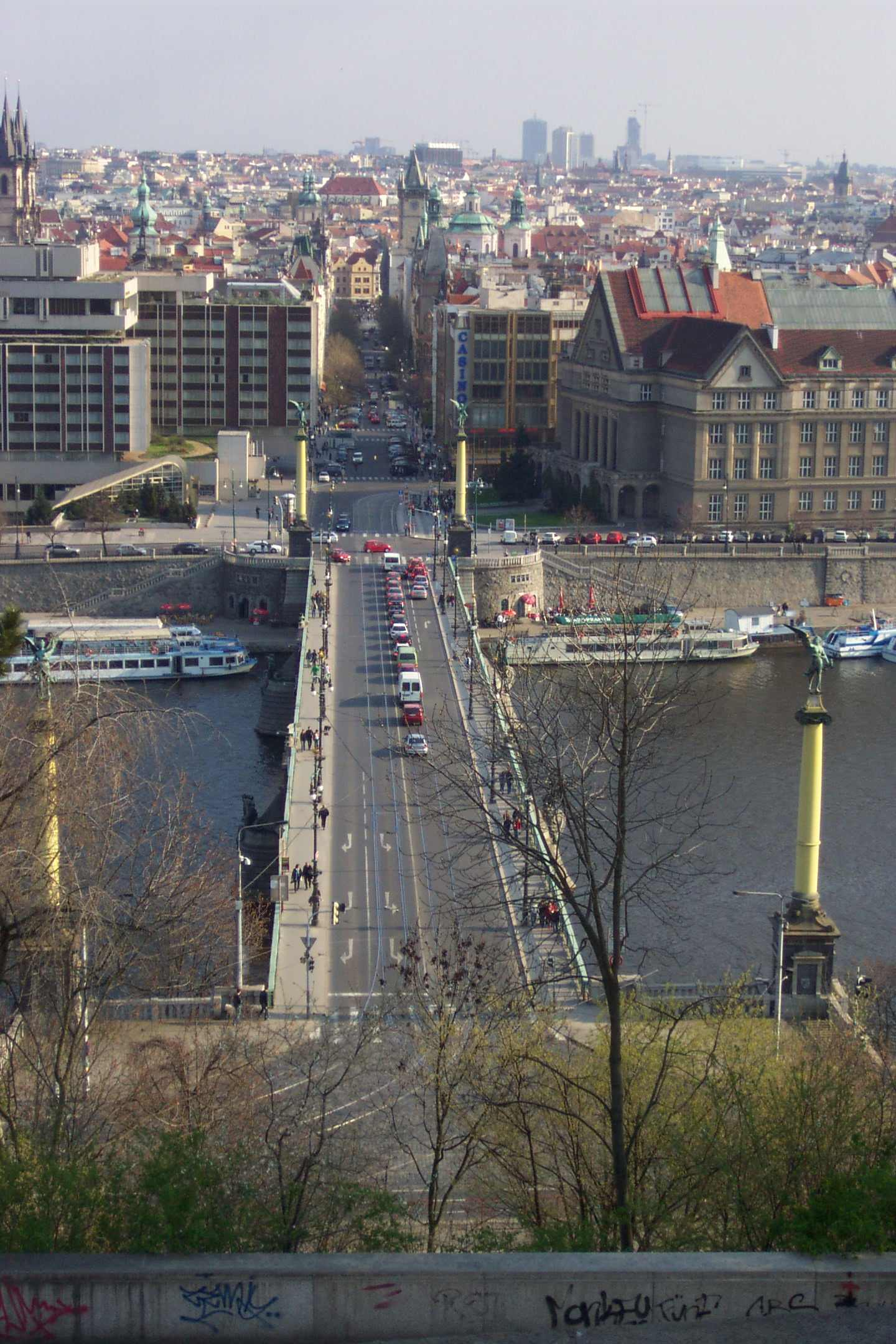
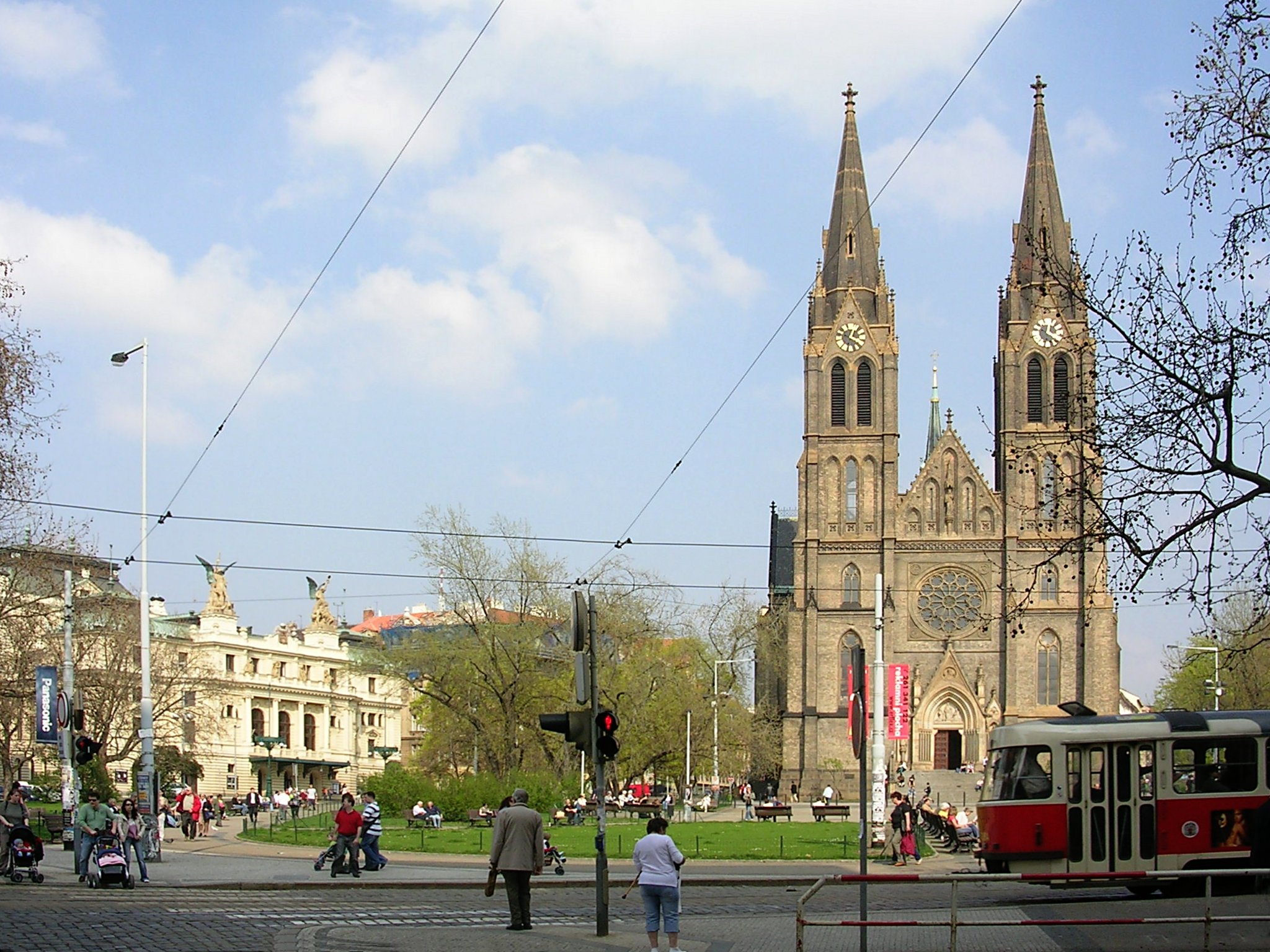
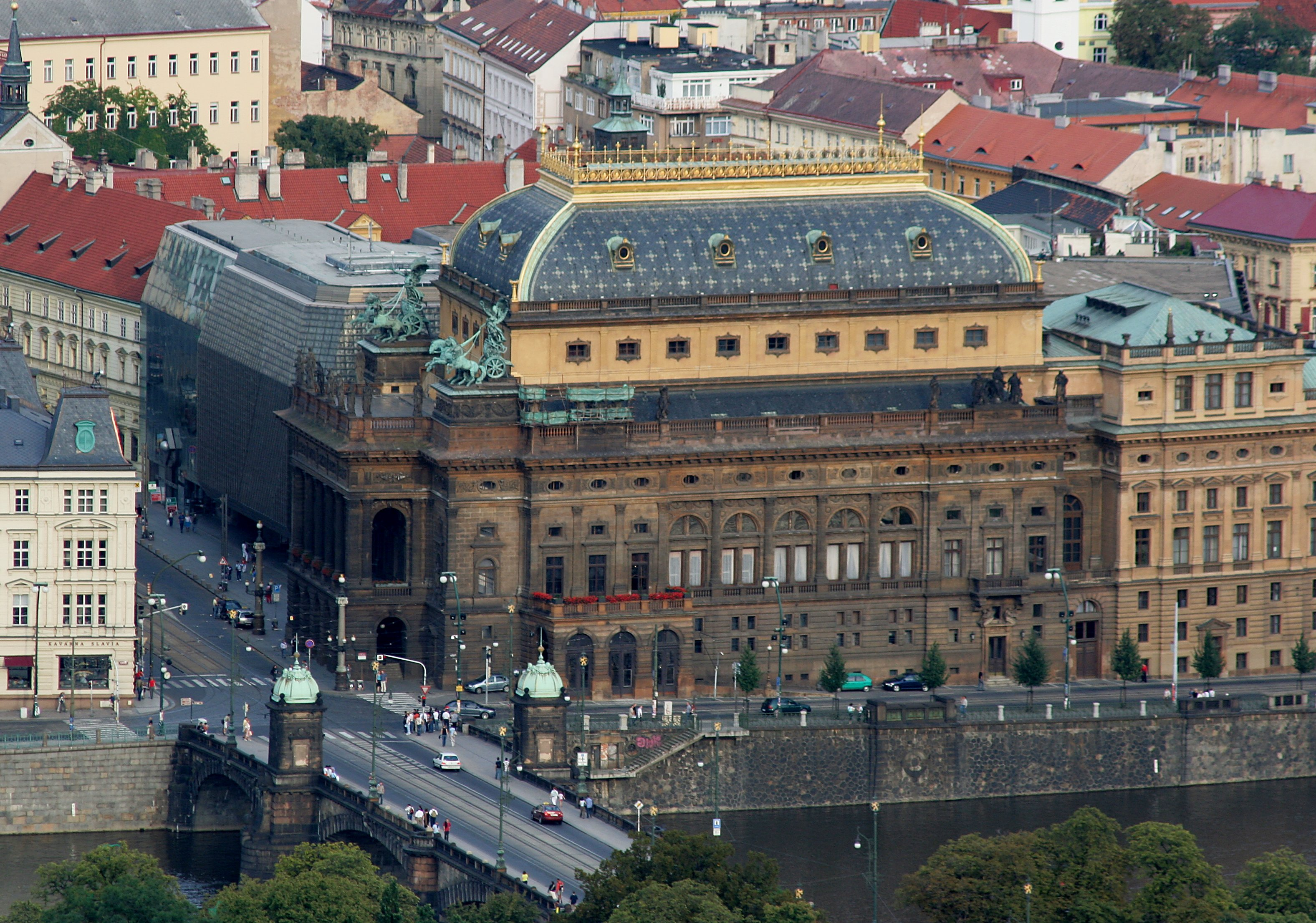
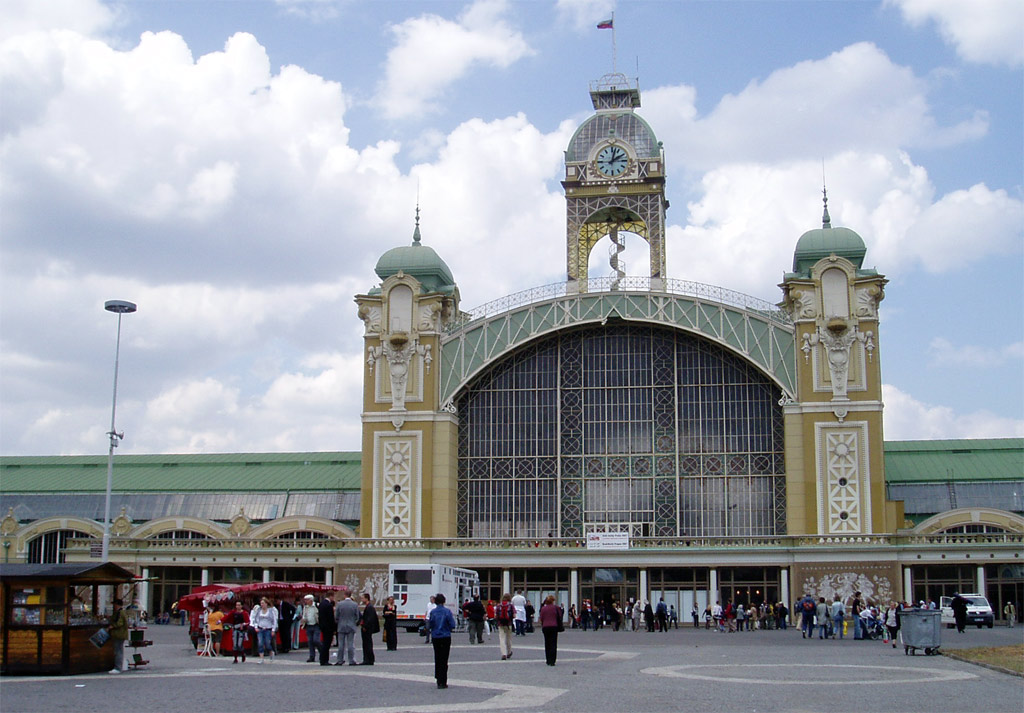
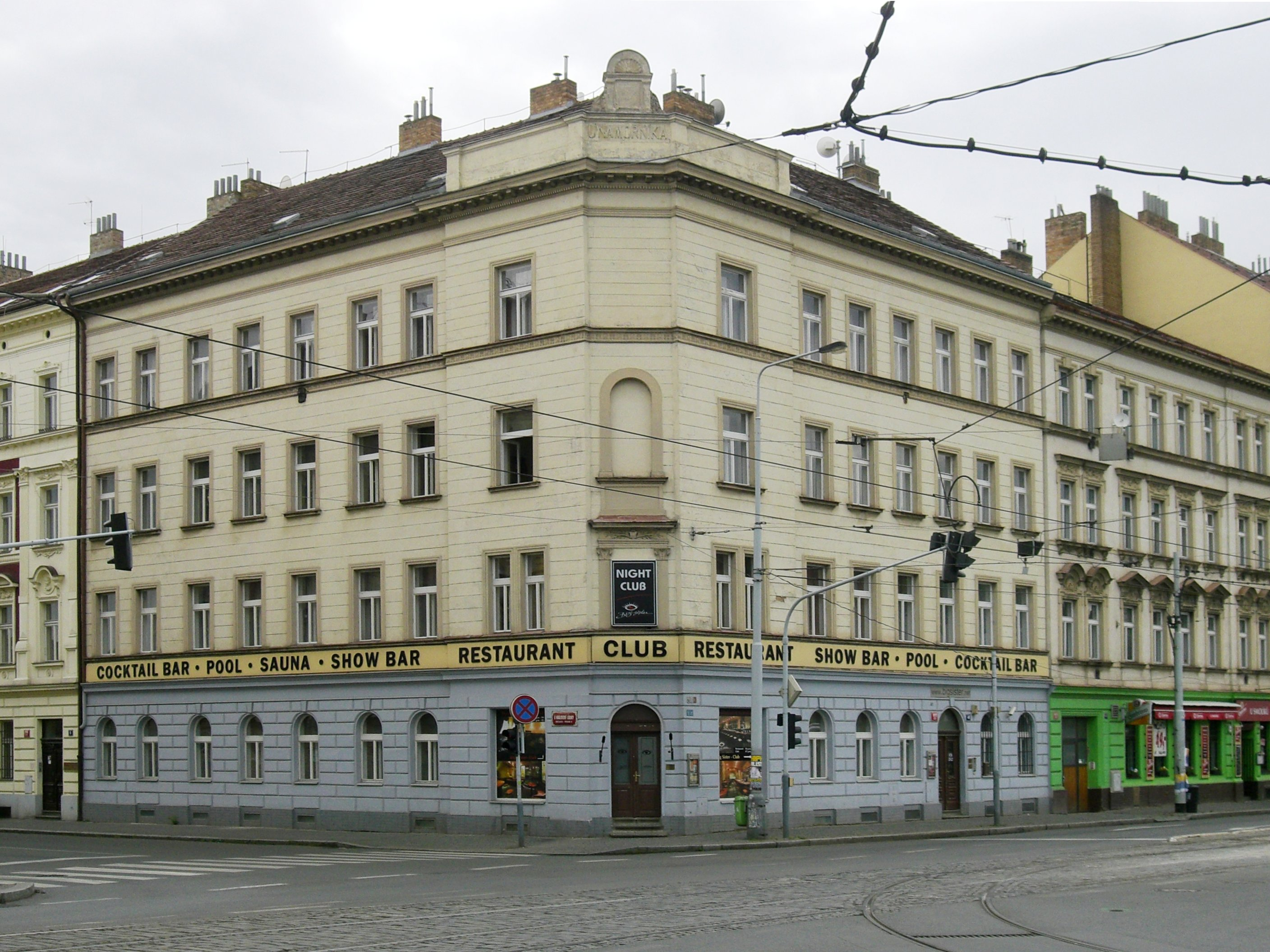
مرکز خواهر بزرگ
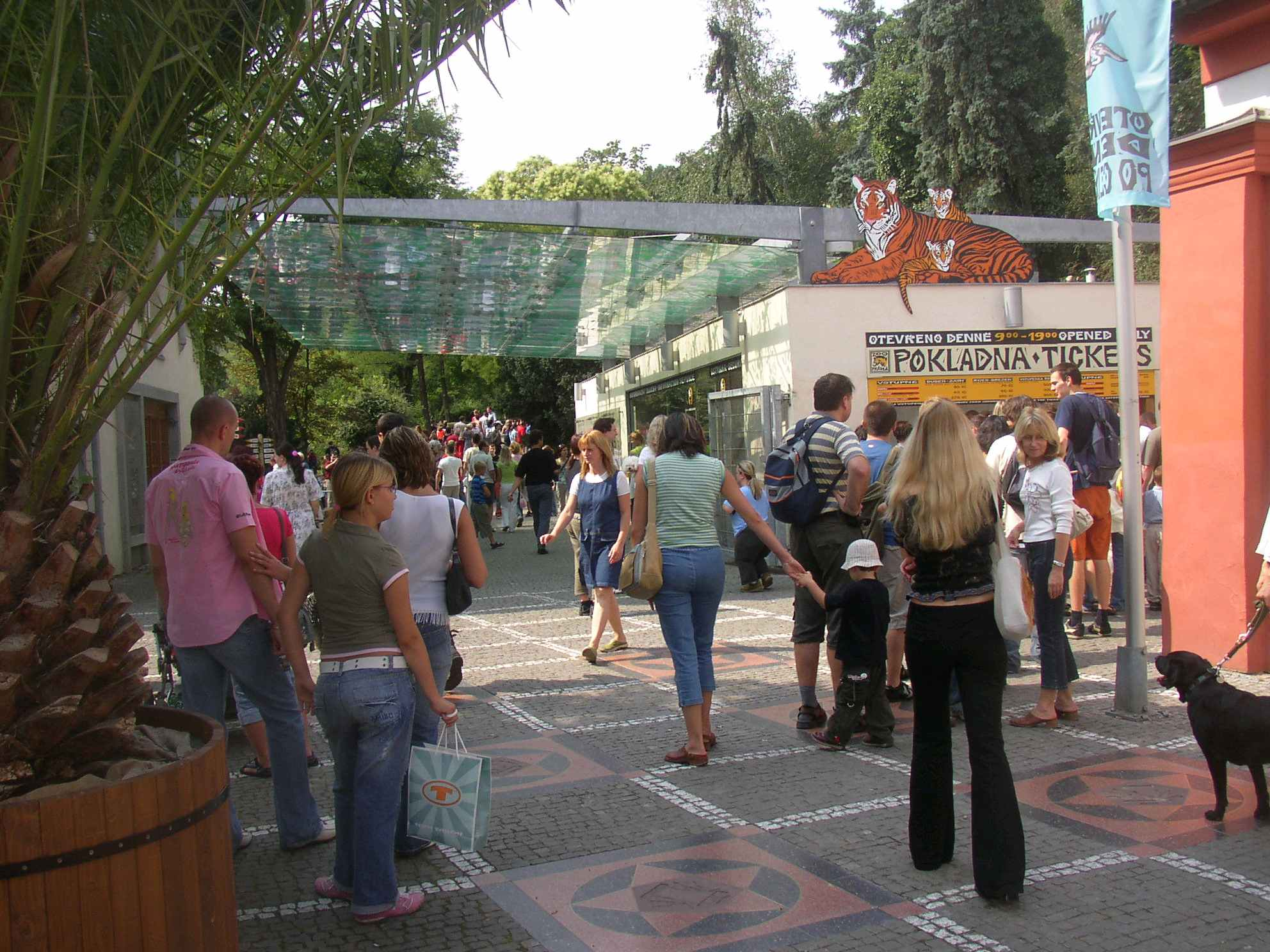
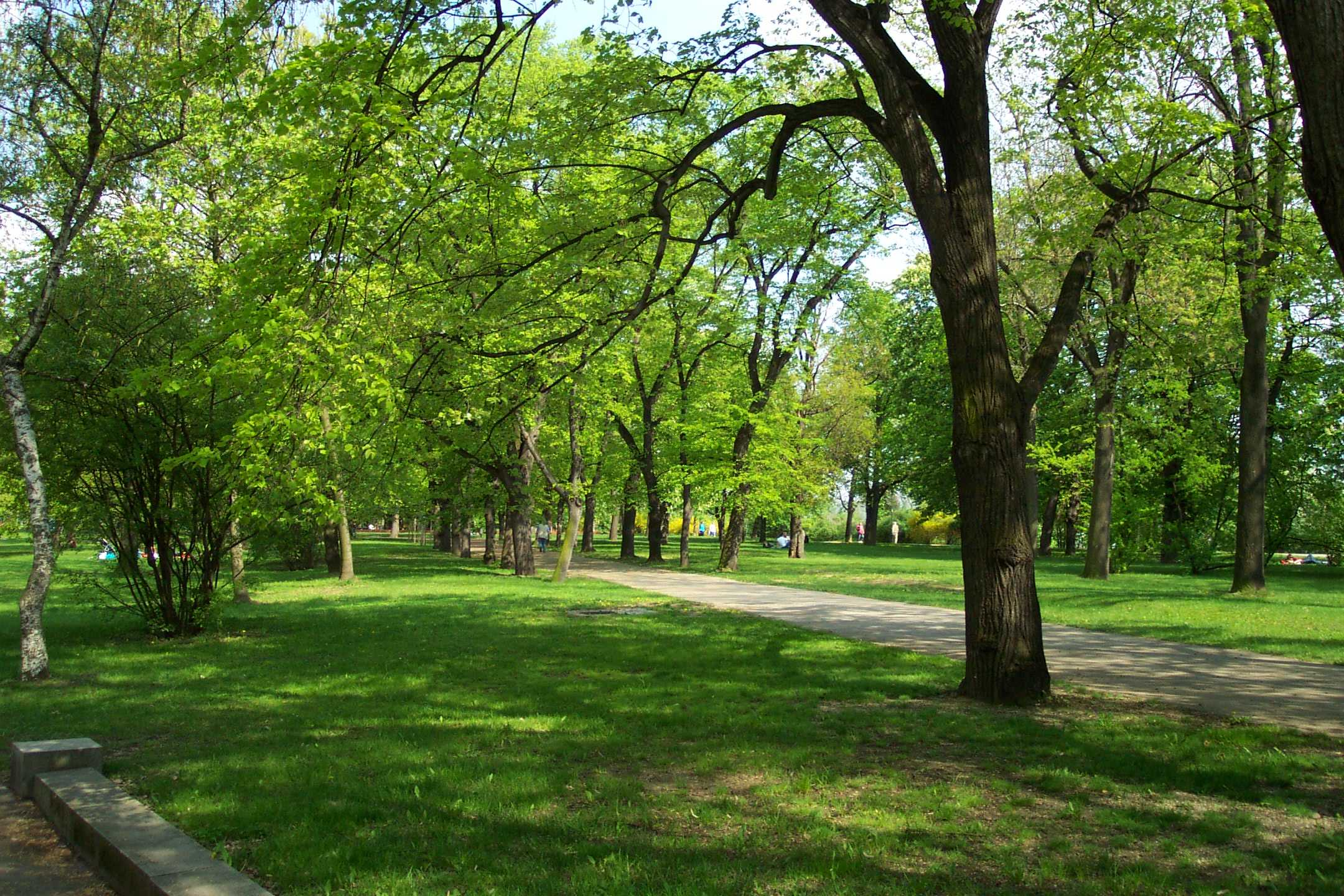
نمایی از بوستان لتنا در شهر پراگ
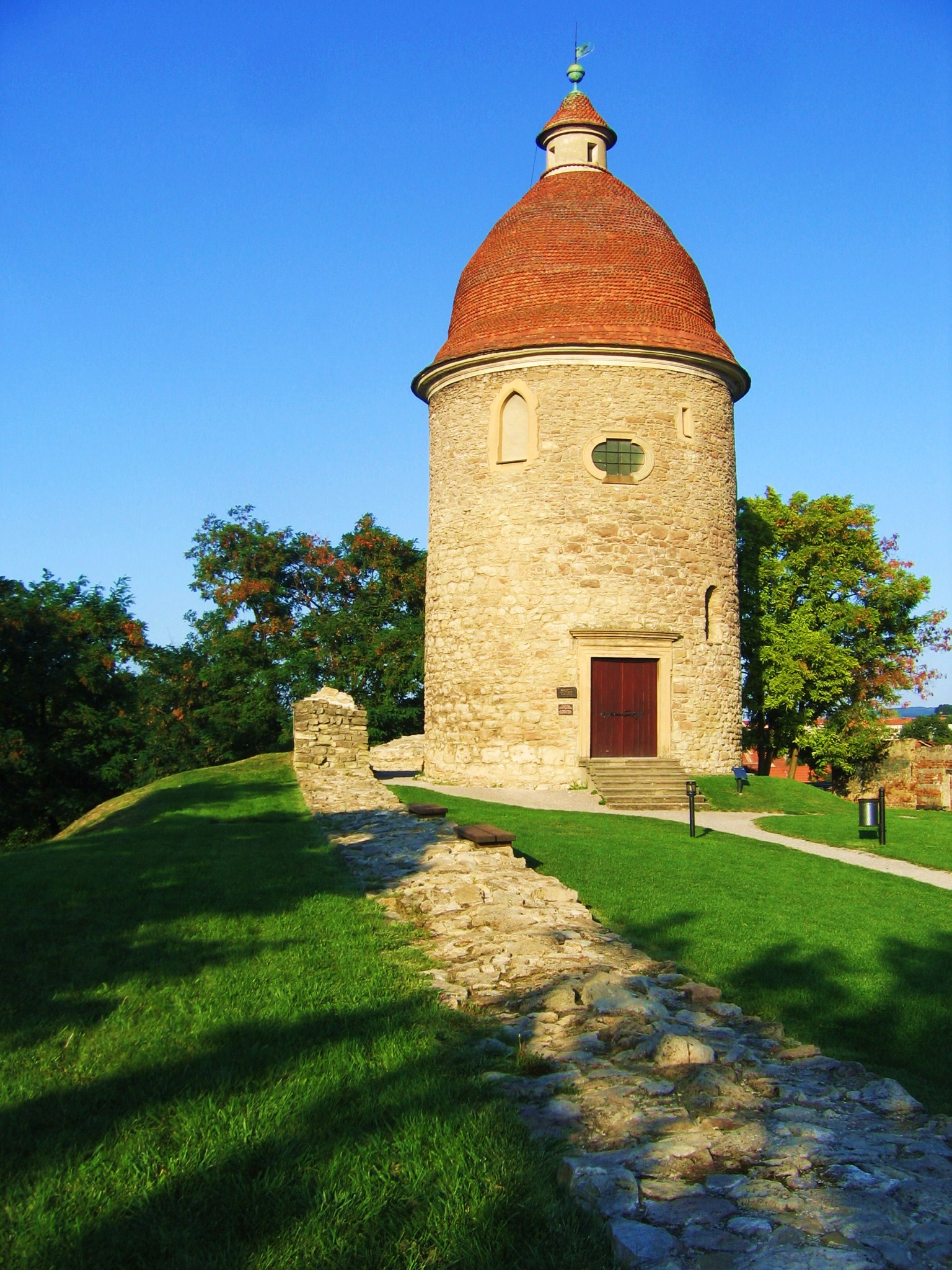
یک سازه تزئینی در حومهٔ پراگ

## یادداشت
1. ↑  متودی به همراه برادرش سیریل مسیحیت ارتدوکس و الفبای جدیدی به نام الفبای گلاگولیتی را در ۸۶۳ به موراویا معرفی کردند که بعداً ممنوع شد.